# Protestas en Honduras de 2015
Las protestas en Honduras de 2015 fueron manifestaciones masivas en Honduras que consistieron en resistencia no violenta lideradas por el movimiento de oposición de base que inició una campaña de protesta callejera contra el gobierno de Juan Orlando Hernández después de que los escándalos de corrupción sacudieron el país en 2015.

## Protestas
Las huelgas comenzaron el 29 de mayo con decenas de miles de manifestantes que protestaban en un movimiento contra la corrupción. Las marchas anticorrupción iban en aumento y se celebraban mítines en todo el país. Los manifestantes ondearon banderas rojo-blanco-rojo y corearon el himno nacional, también diciendo Nuestra Primavera Centroamericana, en referencia a la ola de protestas en Centroamérica.
Cientos de miles bloquearon calles y formaron cadenas humanas, utilizando técnicas de resistencia no violenta y formaron protestas durante junio y julio exigiendo reformas sociales y las renuncias de todo el gabinete de Juan Orlando Hernández. Los manifestantes también pidieron una investigación sobre los escándalos. Los manifestantes persistieron en las protestas por la prohibición de la marihuana.
Los manifestantes silenciaron las carreteras, utilizaron la luz de las velas en solidaridad con las protestas guatemaltecas de 2015 y protestaron pacíficamente contra el gobierno. También se realizaron piquetes anticorrupción en otras ciudades del país, no solo en Tegucigalpa. Los mítines continuaron a pesar de los pedidos de Orlando para que se pusiera fin a las protestas. Las redes sociales también pidieron al movimiento que protestara contra los escándalos de corrupción en otros países, a pesar de que está aumentando una tendencia de protestas anticorrupción.
Miles de personas participaron en actos de desobediencia civil en el país cuando los huelguistas vieron protestas de los trabajadores y ciudadanos enojados se unieron a los manifestantes. 25 000 manifestantes marcharon hacia el palacio presidencial. La ola sin precedentes de manifestaciones masivas más grande en Honduras desde 1980 no vio acciones policiales.
Los manifestantes participaron en sus últimos mítines en julio y agosto, que aún fueron grandes, con 20.000 participantes. Furiosos por la corrupción, los manifestantes llamaron al gobierno de Juan Orlando Hernández y los manifestantes agitaron antorchas y usaron velas a pesar del furor por el gobierno. Las protestas callejeras se habían reducido a fines de agosto, siendo la última acción de protesta en el país en 2015.